# Кісіни
Кісіни (пол. Kisiny, нім. Kyschienen) — село в Польщі, у гміні Дзялдово Дзялдовського повіту Вармінсько-Мазурського воєводства.
Населення — 601 особа (2011).
У 1975-1998 роках село належало до Цехановського воєводства.

## Демографія
Демографічна структура станом на 31 березня 2011 року:
|          | Загалом | Допрацездатний вік | Працездатний вік | Постпрацездатний вік |
| -------- | ------- | ------------------ | ---------------- | -------------------- |
| Чоловіки | 301     | 74                 | 197              | 30                   |
| Жінки    | 300     | 69                 | 172              | 59                   |
| Разом    | 601     | 143                | 369              | 89                   |